# Cabo Verde Express
Cabo Verde Express é uma companhia aérea que opera em regime charter entre as diferentes ilhas de Cabo Verde e entre Cabo Verde e o continente africano. Entre os serviços que disponibiliza, destacam-se as excursões turísticas, voos charter, voos VIP, voos de evacuação sanitária, voos cargueiros, entre outros. A Cabo Verde Express tem a sua base de operações no Aeroporto Internacional Amílcar Cabral.

## Frota
A Cabo Verde Express tem três aviões:

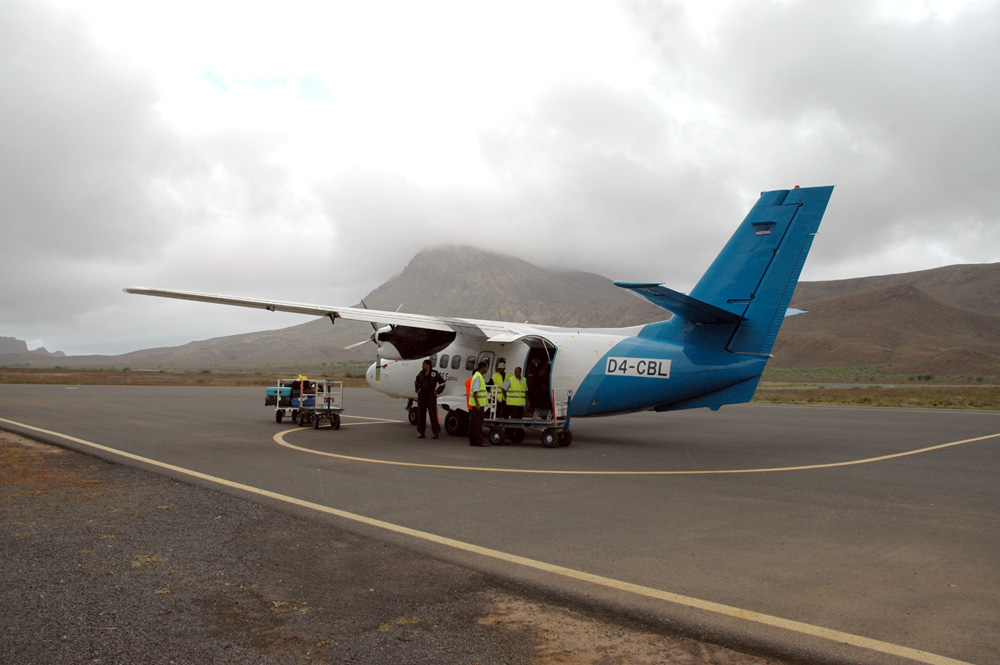
Let L-410 in the old livery

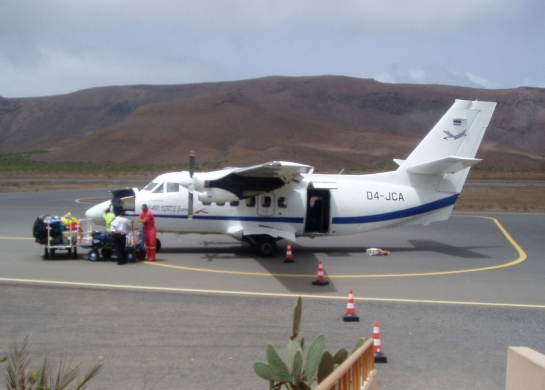
Let L-410 in the new livery

| Aeronave    | Total | Passageiros |
| ----------- | ----- | ----------- |
| Let 410 UVP | 3     | 19          |